# Blaaskwintet (Schönberg)
Het Kwintet opus 26 voor dwarsfluit, hobo, klarinet, fagot en hoorn is een blaaskwintet gecomponeerd door Arnold Schönberg. Het is opgedragen aan de kleinzoon van de componist, Arnold Greissle (geboren in 1923).

## Geschiedenis
Schönberg begon aan dit blaaskwintet op 21 april 1923. Toen hij op 1 juni vakantie ging houden in Traunkirchen, had hij het eerste deel af. Schönberg wilde wel verder componeren, maar de ziekte en het overlijden (op 18 oktober 1923) van zijn vrouw Mathilde weerhielden hem ervan. Ten slotte voltooide hij het werk op 26 juli 1924.

## Compositie
Het blaaskwintet voor fluit, hobo, klarinet, fagot en hoorn vormt de overgang van 'klassieke' naar 'moderne' compositietechniek. De naam kwintet en de vierdelige indeling zijn typisch voor de romantische klassieke muziek. Ook de indeling is typisch klassiek, met bijvoorbeeld het rondo als laatste deel. De muziek is echter gebaseerd op de door Schönberg 'uitgevonden' dodecafonie. De toonreeksen zijn per instrument en per deel uitgeschreven. Volgens Schönberg-kenner Robert Craft had de componist twijfels over de haalbaarheid van uitvoering. Waren musici en publiek wel klaar voor 38 minuten seriële muziek?

## Receptie
Het blaaskwintet is een uitdagend en virtuoos werk, dat helemaal in het teken van de techniek staat. Mede doordat dodecafonie nog zo nieuw was, veroorzaakte de hoge moeilijkheidsgraad problemen bij de blazers van de Wiener Philharmoniker die het stuk voor de eerste maal uitvoerden. Zij achtten zelfs een dirigent noodzakelijk, zeer ongebruikelijk voor een ensemble van slechts vijf spelers. Schönbergs schoonzoon Felix Greissle dirigeerde de première, die samenviel met de vijftigste verjaardag van de componist op 13 september 1924. De instrumentalisten konden het stuk niet spelen in de aangegeven tempi: de eerste uitvoeringen duurden bijna een uur. Ook het instrumentarium en de muzikale opleiding waren anno 1924 nog niet zo goed als nu. Inmiddels is dodecafonie ingeburgerd en zijn muziekinstrumenten en musici zover ontwikkeld dat een snellere uitvoering mogelijk is. Een uitvoering in de voorgeschreven tempi is geen uitzondering meer.
Greissle maakte later twee bewerkingen, een voor viool of dwarsfluit en piano en een voor piano vierhandig, om het werk meer bekendheid te geven.
De première voor Nederland vond pas in april 1958 plaats in Pulchri Studio in Den Haag door het Danzi Kwintet, voor een publiek van slechts vijftien personen. De herhaling van dit concert trok zelfs niet meer dan acht bezoekers. Later werd Schönbergs kwintet een van de belangrijkste en meest geprezen repertoirestukken van het Danzi Kwintet.

## Delen
1. Schwungvoll
2. Anmutig und heiter; scherzando
3. Etwas langsam; poco adagio
4. Rondo

## Discografie (selectie)
- New York Woodwind Quintet op Naxos
- Danzi Kwintet op Berlin Classics
- Avalon Woodwind Quintet op Primavera
- London Sinfonietta o.l.v. David Atherton op London/Decca
- Zemlinsky Quartett Wien op ORF
- Ensemble Wien-Berlin op Campanella
- Farkas Quintet Amsterdam live opname bij Quintone (2007)